# Никола Дерок
Никола Дерок (Београд, 3/15. април 1874. — Београд, 27. септембар 1944)  био је инжењерско-технички генерал и војни писац.

## Биографија
Рођен је од мајке Катарине, рођене Вуковић из Беча и оца Јована, родом из Дубровника који је предавао као професор на Лицеју у Београду. Његова браћа су били Марко (1846−1892), ветеринар, Евжен Дероко (1860 − 1944), инжењер и филателиста, Владислав (1871−1944), Драгутин (1877−1947), картограф и Матилда.
Као гимназијалац је награђен на међународној изложби ђачких цртежа у Паризу (1889). Завршио је шест разреда у Првој београдској гимназији (1891) и Нижу школу Војне академије (1894) у Београду, а затим Војну електротехничку школу у Русији (1903).
Произведен је у инжењерског потпоручника 1894, у чин поручника 1897, капетана II класе 1900, капетана I класе 1903, мајора 1912, потпуковника 1915, пуковника 1920, инжењерско-техничког бригадног генерала 1927. и инжењерско-техничког генерала 1936. године.
До 1900. је био комнадир вода у Телеграфској чети 2. инжењерског батаљона, затим командир чете (1903—1907), деловођа Инжењерског комитета (1907—1912). Радио је на Инжењерско-техничком одељењу Министарства војног (1908—1914).
Током Балканских ратова је био шеф Телеграфског одсека Саобраћајног одељења Врховне команде.
Током побуне Албанаца 1913. године, био је шеф Поште, телеграфа и цензуре Штаба Македонско-косовских трупа..
Од 1914. до 1917. је био шеф Телеграфског одсека, па Телеграграфске инспекције Саобраћајног одељења Врховне команде, а затим начелник Поштанско-телеграфског одељења Врховне команде. Током Првог светског рата, под његовом контролом се налазила Војнотелеграфска школа Врховне команде, са управником Димитријем Ц. Ђорђевићем на челу, као и све државне телефонско-телеграфске станице на територији ратне зоне.
Након рата је био шеф Наставног одсека Инжењерске инспекције (1924—1927), а затим вршио дужност председника Инжењерско-техничког комитета до краја 1931, управника Инжењерско-техничког завода до 1932. и на крају начелника Инжењерско-техничког одељења Министарства војске и морнарице до краја 1936. године.
Због преступа којим је нарушавано заједништво и углед војске Војнодисциплински суд га је 27. јануара 1937. лишио чина инжињерско-техничког генерала.

## Дела
Говорио је руски, италијански и немачки језик. Сарађивао је у „Ратнику“ (1905) и „Инжењерском гласнику“ (1930). Аутор је следећих чланака:
- „Војна криптографија или шифровање и дешифровање депеша“, Ратник (часопис) (1905)[4]
- „Пројекат нове сигнализације“ (1907)

## Одликовања
Добитник је више домаћих и страних одликовања, међу којима:
- Орден за изванредне заслуге (1920) - енглески
- Орден Југословенске круне II реда (1933)